# K. u. k.
k. u. k. (cũng còn được viết là k.u.k., k. und k., ít khi k. & k.) trong tiếng Đức được viết tắt từ kaiserlich und königlich (thuộc hoàng đế và vương thất). Từ này xuất phát từ năm 1867 khi đế quốc Áo sau thỏa thuận Áo-Hung trở thành một chế độ quân chủ của nhà Habsburg-Lothringen bao gồm 2 nước, trong đó hoàng đế đế quốc Áo cũng là vua của vương quốc Hungary (Liên minh thực tế không phải liên minh cá nhân).

## Định nghĩa
Chữ k đầu có nghĩa thuộc hoàng đế (kaiserlich) viết tắt của tước vị hoàng đế của Áo, chữ k thứ hai nghĩa thuộc vua (königlich) tước vị của vua Hungary của nhà Habsburg-Lothringen. Chữ u giữa 2 k mặc dù viết tắt nhưng vẫn được đọc nguyên chữ.

## Khác biệt với k.k.
k.k. viết tắt từ kaiserlich-königlich được dùng để chỉ những gì thuộc đế quốc Áo trước thỏa thuận Áo-Hung. Sau đó nó được dùng để chỉ những gì của Đế quốc Áo-Hung thuộc phần phía Tây (Áo). K đầu có nghĩa thuộc đế quốc Áo, chữ k thứ hai từ năm 1867 có nghĩa thuộc về vương quốc Bohemia, mà hoàng đế Áo cũng cai trị theo liên minh cá nhân.
Phần phía đông (vương quốc Hungary), các cơ sở, cơ quan và bộ phận được phân biệt bằng từ m. k. (magyar királyi) và k. u. hay kgl. ung. (königlich ungarisch: thuộc vương quốc Hung). Nhà vua ở Hungary còn có thêm tước hiệu vua của Croatia và Slavonia.